# Richard Graf Matuschka-Greiffenclau
Richard Maria Albert Emmerich Wilhelm Graf von Matuschka, Freiherr von Greiffenclau, Freiherr von Toppolczan und Spaetgen, gen. Graf Matuschka-Greiffenclau (* 11. Mai 1893 in Wiesbaden; † 4. Januar 1975 auf Schloss Vollrads) war ein deutscher Weingutbesitzer, zeitweise auch hessischer Politiker (Zentrum, CDU) und Abgeordneter des Hessischen Landtags.

## Ausbildung und Beruf
Richard Graf Matuschka-Greiffenclau wurde geboren als Sohn des Guido von Matuschka-Greiffenclau und der Klara geb. Freiin von Oppenheim. Er besuchte das Realgymnasium und studierte Rechtswissenschaften an den Universitäten Bonn und Berlin und neun Monate an der Lehr- und Forschungsanstalt für Wein, Obst- und Gartenbau in Geisenheim. 1911 wurde er Mitglied des Corps Borussia Bonn. 1914 wurde er Kammergerichtsreferendar in Berlin, bevor er 1914 bis 1918 Kriegsteilnehmer als Leutnant der Reserve war. Nach 1918 diente er im preußischen Verwaltungsdienst als Regierungsrat und Referent für Weinbau und Landwirtschaft beim Oberpräsidenten für die Rheinprovinz. Vom 6. Oktober 1919 bis zum 8. Februar 1920 war er auftragsweise Landrat des Kreises Heinsberg. 1934 wurde er durch die Nationalsozialisten aus dem Staatsdienst entlassen. 1935 bis 1975 war er Gutsherr auf Schloss Vollrads bei Winkel im Rheingau, nach seinem Tod wurde das Weingut Schloss Vollrads von seinem Sohn Erwein Graf Matuschka-Greiffenclau übernommen.

## Familie
Graf Matuschka-Greiffenclau war verheiratet mit Eleonore Gräfin von Neipperg (* 26. August 1912; † 9. Januar 1989), aus der Ehe gingen drei Kinder hervor:
- Karl Philipp Graf Matuschka-Greiffenclau (* 7. Juli 1937)
- Erwein Graf Matuschka-Greiffenclau (* 15. November 1938; † 19. August 1997)
- Ernst Egon Graf Matuschka-Greiffenclau (* 25. April 1943; † 1999).

## Politik
Richard Graf Matuschka-Greiffenclau war vor 1933 stellvertretender Vorsitzender der Nassauischen Zentrumspartei. 1945 gehörte er zu den Mitbegründern der CDU in Hessen. Für die CDU war er vom 26. Februar 1946 bis zum 14. Juli 1946 Mitglied des ernannten Beratenden Landesausschusses, vom 15. Juli 1946 bis zum 30. November 1946 Mitglied der Verfassungberatenden Landesversammlung Groß-Hessen und vom 4. Juli 1947 bis zum 30. November 1950 Mitglied des Hessischen Landtags.

## Sonstige Ämter
Richard Graf Matuschka-Greiffenclau war Präsident und Ehrenpräsident des Deutschen Weinbauverbandes, Mitbegründer der Deutschen Weinwerbung und Weinbaukongresse und von 1958 bis 1970 Mitglied des Wirtschafts- und Sozialausschusses der EWG.

## Ehrungen
- 1953: Verdienstkreuz (Steckkreuz) des Verdienstordens der Bundesrepublik Deutschland
- 1959: Großes Verdienstkreuz des Verdienstordens der Bundesrepublik Deutschland